# Матч за звание чемпиона мира по шашкам-64 (2004)
Матч за звание чемпиона мира по шашкам-64 проходил 23 — 29 августа 2004 года в городе Мирный (Якутия, Россия) между россиянами Ю. Б. Королёвым город Орёл и Г. Г. Колесовым город Мирный. Главный судья: А. А. Леман (международный арбитр, Россия). Должны были играться три  сета, победителем  признавался  участник  выигравший два сета. Матч проводился по системе микроматчей из двух партий с жеребьёвкой начальных ходов и позиций. В каждом сете игралось 4 микроматча с контролем времени 1 час плюс 10 секунд на ход.
Матч выиграл по сетам 2:0 якутский шашист Колесов, завоевав титул чемпиона мира.
| место | Имя            | Страна | 1   | 2   | 3   | 4   | 1   | 2   | 3   | 4   | УК | очки |
| ----- | -------------- | ------ | --- | --- | --- | --- | --- | --- | --- | --- | -- | ---- |
| 1     | Гаврил Колесов | Россия | 1 1 | 2 1 | 1 1 | 1 1 | 1 1 | 1 1 | 1 1 | 1 1 | 2  | 4    |
| 2     | Юрий Королёв   | Россия | 1 1 | 0 1 | 1 1 | 1 1 | 1 1 | 1 1 | 1 1 | 1 1 | 0  | 0    |